# Панов Андрій Дмитрович
Андрій Дмитрович Панов (2 жовтня 1904, село Грязеняти Рославльського повіту Смоленської губернії, тепер Смоленської області, Російська Федерація — 25 травня 1963, місто Москва, тепер Російська Федерація) — радянський державний діяч, 1-й заступник голови Держплану СРСР, кандидат технічних наук (1937).

## Життєпис
Народився в багатодітній селянській родині. Закінчив початкову школу, а в 1921 році — Рославльську чоловічу гімназію Смоленської губернії.
З 1922 до 1929 року навчався в Ленінградському гірничому інституті.
У 1929—1932 роках — начальник дільниці, заступник головного інженера та завідувач з гірничих робіт шахти імені Ілліча Донецького вугільного басейну. Член ВКП(б).
У 1932—1938 роках — науковий співробітник Всесоюзного науково-дослідного вугільного інституту в Харкові.
У 1938—1940 роках — начальник технічного управління та член колегії Народного комісаріату вугільної промисловості СРСР.
У 1940 році — директор науково-дослідного інституту вугільної промисловості та головний редактор журналу «Уголь» (за сумісництвом).
У серпні 1940—1946 роках — заступник голови Держплану СРСР, член Бюро з палива та енергогосподарства при Раді народних комісарів СРСР (за сумісництвом).
Одночасно з 1942 до 1945 року — заступник члена Державного комітету оборони СРСР Миколи Вознесенського з палив та заступник члена Державного комітету оборони СРСР Лаврентія Берії із вугільної промисловості.
У 1946 — 11 березня 1949 року — перший заступник голови Держплану СРСР.
У 1947—1948 роках — заступник голови Бюро Ради Міністрів СРСР з палива та транспорту (за сумісництвом).
У березні 1949 року призначений начальником вугільного тресту міста Сталінська Кемеровської області.
У 1949 році заарештований органами МДБ СРСР в місті Сталінську (Новокузнецьку) в «справі Держплану СРСР». До 1952 року перебував у таборі при шахті № 122 Московського вугільного басейну біля міста Тули.
У 1953—1963 роках — завідувач гірничого відділу Всесоюзного науково-дослідного вугільного інституту в Москві; завідувач відділу гірничого тиску та кріплення Інституту гірничої справи імені Скочинського.
Опублікував понад 50 наукових праць, у тому числі двотомну монографія «Комплексна механізація вуглевидобутку», спільно з Толкачовим (1940). Автор 7 винаходів.
Помер 25 травня 1963 року в Москві.

## Звання
- генеральний гірничий директор I рангу (1947)

## Нагороди
- орден Леніна
- орден Вітчизняної війни І ст.
- орден Вітчизняної війни ІІ ст.
- орден Трудового Червоного Прапора
- орден «Знак Пошани»
- медаль «За трудову доблесть»
- медаль «За доблесну працю у Великій Вітчизняній війні 1941—1945 рр.» (1945)
- медаль «У пам'ять 800-річчя Москви» (1947)
- знак «Шахтарська слава» I ст.
- знак «Шахтарська слава» II ст.
- знак «Шахтарська слава» III ст.